# Pomnik Stefana Starzyńskiego w Warszawie (ul. Saska)
Pomnik Stefana Starzyńskiego – monument ustawiony pierwotnie w Ogrodzie Saskim w Warszawie, obecnie znajdujący przed Szkołą Podstawową nr 143 przy al. Stanów Zjednoczonych 27 (od strony ul. Saskiej).
Jest jednym z dwóch warszawskich pomników Stefana Starzyńskiego.

## Opis

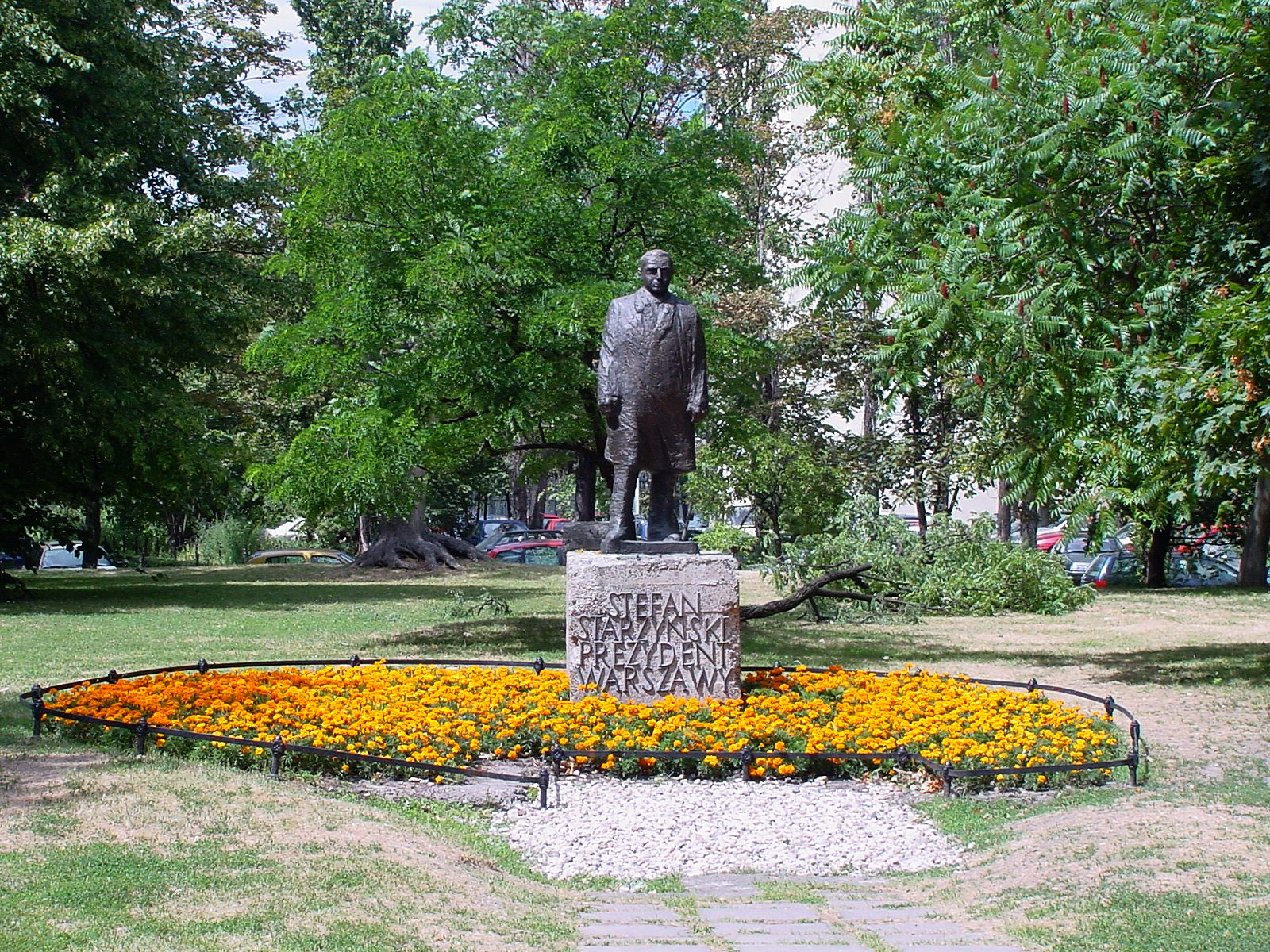
Pomnik Stefana Starzyńskiego w pierwotnej lokalizacji w Ogrodzie Saskim

Pomnik w Ogrodzie Saskim upamiętniał prezydenta Warszawy, odważnie kierującego obroną miasta we wrześniu 1939. Monument został zaprojektowany przez Ludwikę Kraskowską-Nitschową. Jego projekt został pokazany po raz pierwszy w 1967 na wystawie w Zachęcie.
Pomnik ustawiono 18 grudnia 1980, zaś odsłonięcia dokonano 16 stycznia 1981. Jako cokołu użyto bloku betonowego pochodzącego ze zniszczonego przez Niemców pałacu Brühla.
W roku 2002 rada gminy Warszawy-Centrum przyjęła uchwałę o przeniesieniu monumentu w inne miejsce. We wrześniu 2008 został on przeniesiony do Szkoły Podstawowej nr 143 im. Stefana Starzyńskiego przy al. Stanów Zjednoczonych 27. Pomnik stanął przed wejściem do szkoły, od strony ulicy Saskiej. W Ogrodzie Saskim pozostał jego betonowy cokół.